# Relay (film)
Relay is een Amerikaanse thrillerfilm uit 2024 geregisseerd en mede geproduceerd door David Mackenzie. De film ging op 8 september 2024 in première tijdens het Internationaal filmfestival van Toronto.

## Verhaal
De film volgt de probleemoplosser Tom, die gespecialiseerd is in het bemiddelen bij winstgevende uitbetalingen tussen corrupte bedrijven en de mensen die een bedreiging voor hun ondergang zijn. Tom houdt zijn identiteit altijd geheim en houdt zich hiervoor aan een nauwgezette planning en strenge regels. Als hij een aanmelding krijg van de potentiële klant Sarah, die zijn bescherming nodig heeft omdat ze haar leven niet zeker is, beginnen de regels al snel te veranderen.

## Rolverdeling
| acteur           | personage   |
| ---------------- | ----------- |
| Riz Ahmed        | Tom / Ash   |
| Lily James       | Sarah Grant |
| Sam Worthington  | Dawson      |
| Willa Fitzgerald | Rosetti     |
| Matthew Maher    | Hoffman     |
| Victor Garber    | McVie       |
| Elisa Davis      | Wash        |
| Jared Abrahamson | Ryan        |

## Achtergrond
De film werd geregisseerd en mede geproduceerd door David Mackenzie, voor de productie werd hij bijgestaan door Gillian Berrie, Basil Iwanyk en Teddy Schwarzman. Het scenario van de film werd geschreven door Justin Piasecki. De opnames van de film gingen in april 2023 van start in de Verenigde Staten, er werd onder meer gefilmd in New York en New Jersey. Hoofdrollen in de film waren weggelegd voor onder anderen Riz Ahmed, Lily James, Sam Worthington en Willa Fitzgerald.

## Release en ontvangst
Relay ging op 8 september 2024 in première tijdens het Internationaal filmfestival van Toronto. De film staat gepland om door distributeur Bleecker Street op 22 augustus 2025 in de Amerikaanse bioscopen en op 11 september 2025 in de Nederlandse bioscopen uitgebracht te worden. De film werd door recensenten in het algemeen positief ontvangen. Op Rotten Tomatoes heeft de film een score van 82% op basis van 28 beoordelingen. Metacritic komt op een score van 69/100, gebaseerd op 9 beoordelingen.